# Daniel Toth
Daniel Toth (* 10. června 1987) je rakouský fotbalový záložník, momentálně hrající za rakouský prvoligový celek FC Admira Wacker Mödling. Jeho otcem je bývalý fotbalista Harald Toth a bratrem Marcel Toth, bývalý rakouský mládežnický reprezentant.